# طرجد
طرجد یک روستا در استان خراسان جنوبی ایران است که در شهرستان بشرویه واقع شده‌است.